# Zvonilka a velká záchranná výprava
Zvonilka a velká záchranná výprava, anglicky Tinker Bell and the Great Fairy Rescue, je americký animovaný fantasy film z roku 2010, celkově třetí celovečerní film z filmové série o létající víle Zvonilce. Na rozdíl od prvních dvou snímků se tento snímek vůbec neodehrává v Zemi Nezemi, ale pouze v reálném světě. Vypráví příběh o tom, jak se Zvonilka během svého letního pobytu na Zemi seznámí a spřátelí nejprve s malou anglickou holčičkou Bětkou a posléze i s jejím tatínkem. Bětce i jejímu tatínkovi pomůže najít jejich vzájemnou lásku a pochopení. Ostatní víly se Zvonilce vydají na pomoc a zorganizují velkou záchrannou výpravu, která nakonec ale pomáhá Bětce i jejímu otci.

## Poznámka
Film existuje i ve formě televizní minisérie vysílané pod názvem Vílí příběhy.